# Mohikaner
Mohikaner ist ein Begriff, mit dem ein Stamm der amerikanischen Ureinwohner der Mohegan oder der Stamm der Mahican (auf Englisch auch Mohican) gemeint sein kann. Beide Stämme gehören zur Algonkin-Sprachgruppe.

## Begriffsverwendung
Theodor Waitz verwendete den Begriff Mohikaner in seinem 1865 erschienenen Werk Die Indianer Nordamerica's zur Bezeichnung des Stamms der Mohegan. Der Begriff ist jedoch hauptsächlich durch die Verwendung des Autors James Fenimore Cooper in seinem Roman Der letzte Mohikaner bekannt (im englischen Original lautet der Titel The Last of the Mohicans), wobei Cooper reale Ereignisse der beiden Stämme Mohegan und Mahican vermischte. So ist zum Beispiel der Romanheld Uncas ein Häuptling der Mohegan gewesen, welcher seinen Stamm aus der Herrschaft der Pequot befreite, während andere Erzählungen des Romans eher an die Mahican erinnern. Im Englischen wird die Bezeichnung Mohican hauptsächlich mit dem Stamm der Mahican gleichgesetzt.
Gemäß einer Untersuchung von Wolfgang Hochbruck könnte der Begriff Mohican als Wortschöpfung Coopers durch das Zusammenziehen der Namen der beiden Neuenglandstämme Mohegan und Mahican entstanden sein.
Noch heute lebende Nachkommen der Stockbridge-Indianer in Wisconsin nennen sich Stockbridge-Munsee Community Band of Mohican Indians.
Der englische Begriff Mohican stand auch Pate für den Mohican River und eine Reihe von Schiffen der amerikanischen Marine namens USS Mohican.